# Noel Bauldeweyn
Noel Bauldeweyn, dit també, Baudouin, Balduin i Baldwijn. ([...?], vers el 1480 - Anvers, 1530) fou un compositor neerlandès.
Fou contemporani de Des Prez i Baston, que tenia una reputació forta fins ben passada la meitat del segle xvi. Que algunes de les seves obres han estat durant molt de temps atribuïdes Des Prez, el més famós compositor de l'edat, el qual és indicatiu de la seva habilitat com a compositor.
De 1513 a 1518, fou mestre de capella de la catedral d'Anvers; per l'estil de les seves obres se suposa que va estar a Itàlia estudiant als grans compositors d'aquella època.
Va escriure nombroses obres de caràcter religiós, que figuren en diferents col·leccions com les de Salblinger (Augsburg, 1540), en el tom IV de les Noves cançons, de Tielman Susato, en que s'hi troba una missa; en la Selectissimae symphoniae compositae ab excellentibus ante hac non editae (Nuremberg, 1540), on existeix un Quam Pulchra est, i sis misses més en un volum dels arxius pontificals.